# Karin Rehnqvist
Karin Rehnqvist (née le 21 août 1957), est une compositrice suédoise de musique contemporaine. Son style associe la musique artistique moderne et les traditions folkloriques.

## Biographie
Pendant son enfance, elle chante dans la chorale de l'église de Nybro où elle grandit.
En 1976, elle entre à l'Académie royale suédoise de musique à Stockholm en musique classique. Elle devient la première femme à entrer dans la section d'enseignement pour les compositeurs. L'année suivante, elle devient la cheffe d'orchestre du Stans Kör, une chorale amateur nouvellement créée, alors qu'elle a seulement 20 ans. Elle reste finalement à sa direction pendant 14 ans durant lesquels elle compose ses premiers airs pour les représentations de la chorale.
Le 19 juin 2010, une de ses compositions sert d'ouverture lors du mariage de Victoria de Suède et de Daniel Westling.
En 2019, elle reçoit la Bourse Järnåker remise par la fondation Saltö, qui est la plus importante bourse de compositeur de musique de chambre en Suède et qui s'élève à 100 000 SEK. L’œuvre récompensée est Blodhov, une composition qui « tisse la musique de chambre contemporaine avec la musique folklorique nordique dans une composition dramatique unique » selon le jury.